# Torbiera di Sequals
Torbiera di Sequals este o arie protejată (arie specială de conservare — SAC, sit de importanță comunitară — SCI) din Italia întinsă pe o suprafață de 14 ha, integral pe uscat.

## Localizare
Centrul sitului Torbiera di Sequals este situat la coordonatele 46°10′38″N 12°51′41″E / 46.1772°N 12.8614°E.

## Înființare
Situl Torbiera di Sequals a fost declarat sit de importanță comunitară în septembrie 1995 pentru a proteja 3 specii de plante și 9 specii de animale. Situl a fost protejat și ca arie specială de conservare în octombrie 2013.

## Biodiversitate
Situată în ecoregiunea continentală, aria protejată conține 5 habitate naturale: Păduri aluvionare cu Alnus glutinosa și Fraxinus excelsior (Alno-Padion, Alnion incanae, Salicion albae), Pajiști uscate europene, Mlaștini alcaline, Pajiști cu Molinia pe soluri calcaroase, turboase sau argilos-nămoloase (Molinion caeruleae), Păduri de Castanea sativa.
La baza desemnării sitului se află mai multe specii protejate:
- plante (3): Euphrasia marchesettii, Gladiolus palustris, moșișoare (Liparis loeselii)
- păsări (1): sfrâncioc roșiatic (Lanius collurio)
- amfibieni (3): izvoraș-cu-burta-galbenă (Bombina variegata), Rana latastei, Triturus carnifex
- mamifere (2): liliac cârn (Barbastella barbastellus), lupul (Canis lupus)
- nevertebrate (3): Austropotamobius pallipes, rădașcă (Lucanus cervus), Vertigo angustior

Pe lângă speciile protejate, pe teritoriul sitului au mai fost identificate 5 specii de plante, 5 specii de amfibieni, 1 specie de nevertebrate, 4 specii de reptile.